# Zach Boychuk
Zachary "Zach" Boychuk, född 4 oktober 1989, är en kanadensisk professionell ishockeyspelare som spelar för Carolina Hurricanes i NHL. Han har tidigare representerat Pittsburgh Penguins och Nashville Predators.
Boychuk draftades i första rundan i 2008 års draft av Carolina Hurricanes som 14:e spelare totalt.
Han är syssling till ishockeyspelaren Johnny Boychuk.